# دافيت غاريبيان
دافيت غريبيان (بالأرمنية: Դավիթ Ղարիբյան) من مواليد 29 مايو 1990، يريفان، أرمينيا. هو عارض أزياء وممثل ومخرج ومضيف وناشر أرميني في الشبكات الموسيقية الأرمينية.

## سيرة شخصية
ولد دافيت غاريبيان في 29 مايو 1990 في يريفان، أرمينيا. في عام 2007 تخرج من ثانوية خاتشاتور أبوفيان. بجانبه درس في جامعة الهندسة الحكومية في أرمينيا كمهندس. في عام 2010، تخرج أيضًا من أكاديمية Advances في يريفان للإدارة الاقتصادية، كأخصائي مالي وائتماني، بالإضافة إلى تخرجه من مسرح يريفان ستيت سونغ، كمقدم ومذيع للعروض. في عام 2011، حصل على درجة الماجستير في الجامعة التربوية كمدير. وكان موضوع الرسالة: «الأزياء الوطنية في الاحتفالات المسرحية الجماعية».
في عام 2013، تم قبوله كمتقدم في معهد الفنون في الأكاديمية الأرمينية للعلوم في تخصص «الفنون الجميلة والفنون الزخرفية والتطبيقية والتصميم».

## حياته المهنية
تمت دعوته كمحكم في مسابقات الجمال، وشارك في العديد من الأفلام ومقاطع الفيديو الموسيقية وأعلن أيضًا عن العديد من الحفلات الخيرية.
في ديسمبر 2009 شارك في مهرجان مسابقة «أفضل عارض أزياء للعالم الثاني والعشرون»، الذي عقد في صوفيا. في عام 2011، شارك في مهرجان المسابقة «أفضل عارض أزياء عالمي للذكور والإناث» و «أسبوع أزياء كوستا بلانكا» الذي يمثل أرمينيا ويظهر في أعلى 5.
في عام 2014 أصبح الفائز في مسابقة طراز مستر فاشن بيوتي يونيفرسال. كان هناك 111 موديل من جميع أنحاء العالم.
في عام 2016 تمت دعوته لإجراء تدريب مهني في أفضل عارض أزياء دولي للمنافسة العالمية في رومانيا.
وهو يعمل حاليًا في الأوبرا الأرمنية ومسرح الباليه كممثل.

## التلفاز
| شركات التلفزيون   | مسلسل تلفزيونى  | عام  | بلد            |
| ----------------- | --------------- | ---- | -------------- |
| تلفزيون أرمينيا   | "الحياة الصعبة" | 2012 | يريفان أرمينيا |
| تلفزيون أرمينيا 1 | "ابنة الجنرال"  | 2013 | يريفان أرمينيا |

## مهرجان مسابقة النمذجة
| محتويات                      | عام  | بلد      | البلد الممثلة | عنوان                                |
| ---------------------------- | ---- | -------- | ------------- | ------------------------------------ |
| أفضل عارض أزياء في العالم    | 2009 | بلغاريا  | أوكرانيا      | أفضل عارض أزياء لأوكرانيا            |
| أفضل عارض أزياء عالمي للعالم | 2011 | إسبانيا  | أرمينيا       | أفضل 5 متسابقين في التصفيات النهائية |
| مستر فاشن بيوتي يونيفرسال    | 2014 | البرتغال | أرمينيا       | الفائز                               |

## مسرح
| الأوبرا      | جزء      | عام  | بلد             |
| ------------ | -------- | ---- | --------------- |
| أرشاك الثاني | السفير   | 2013 | يريفان، أرمينيا |
| عايدة        | حارس     | 2014 | يريفان، أرمينيا |
| أليكو        | غجري     | 2014 | يريفان، أرمينيا |
| أنوش         | القروي   | 2014 | يريفان، أرمينيا |
| روميو وجوليت | حارس     | 2014 | يريفان، أرمينيا |
| لا ترافياتا  | النادل   | 2014 | يريفان، أرمينيا |
| سبارتاكوس    | اسبرطة   | 2014 | يريفان، أرمينيا |
| Il trovatore | حارس     | 2014 | يريفان، أرمينيا |
| ألمست        | محارب    | 2014 | يريفان، أرمينيا |
| نورما        | حارس     | 2014 | يريفان، أرمينيا |
| كارمن        | Toreador | 2014 | يريفان، أرمينيا |
| جيزيل        | المتعجرف | 2014 | يريفان، أرمينيا |

## روابط خارجية
- دافيت غاريبيان على موقع IMDb (الإنجليزية)
- دافيت غاريبيان على موقع كينوبويسك (الروسية)